# Ożarów Mazowiecki
Ożarów Mazowiecki este un oraș în Polonia.

## Legături externe
- Site oficial